# Skała nad Polaną
Skała nad Polaną – skała w Dolinie Będkowskiej na Wyżynie Krakowsko-Częstochowskiej. Znajduje się w orograficznie prawym odgałęzieniu tej doliny o nazwie wąwóz Przecówki. Wąwóz ten odgałęzia się koło Brandysówki. Prowadzi nim szlak turystyczny, oraz szlak skałkowy. W środkowej części wąwozu jest niewielka polanka, a po jej północno-wschodniej stronie, zaraz na skraju lasu, znajduje się Skała nad Polaną. Dojście do niej wskazuje strzałka na szlaku skałkowym. Administracyjnie skała znajduje się w granicach wsi Będkowice w województwie małopolskim, w powiecie krakowskim, w gminie Wielka Wieś.
Zbudowana z wapieni skała ma wysokość do 20 m. Jest niedawno udostępniona do wspinaczki skalnej staraniem Artura Kowalczyka, który wykonał i sfinansował jej asekurację. Wytyczył na niej 5 dróg wspinaczkowych o trudności od IV+ do VI.4 w skali Kurtyki. Sporządził także skałoplany. Ściana ma wystawę południowo-zachodnią, w niektórych jej miejscach znajduje się jeszcze kruszyzna. Ze względu na to, że znajduje się w gęstym lesie, wspinaczka na niej wskazana jest przy bezdeszczowej pogodzie. Wszystkie drogi mają wspólne stanowisko zjazdowe na szczycie skały. Czasami na szczycie tym wygrzewają się żmije.
1. Nie ma jak u mamy; IV+, 6r + st
2. Żelazny ogranicznik; VI, 7r + st
3. Wagabunda; VI.2, r + st

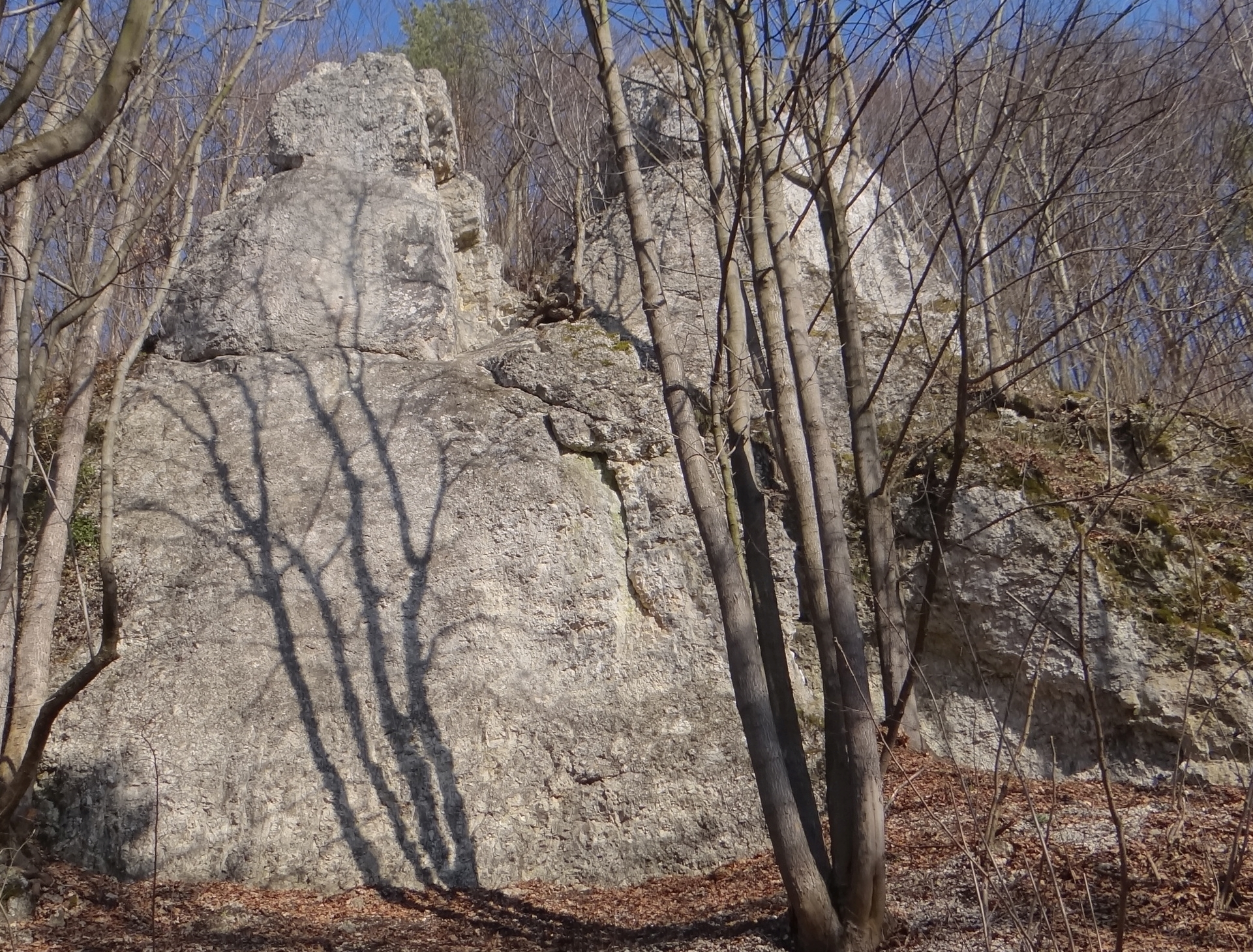
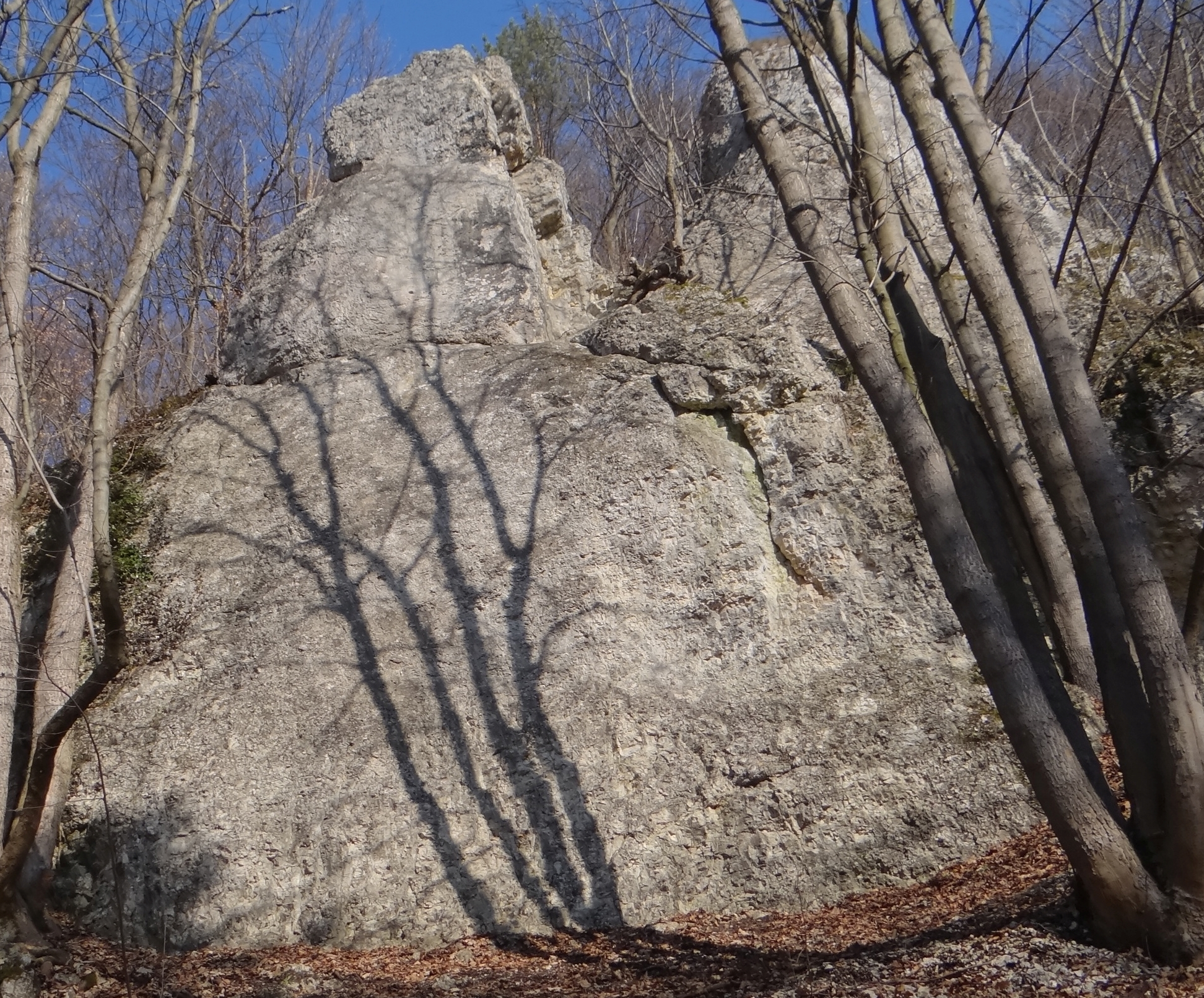
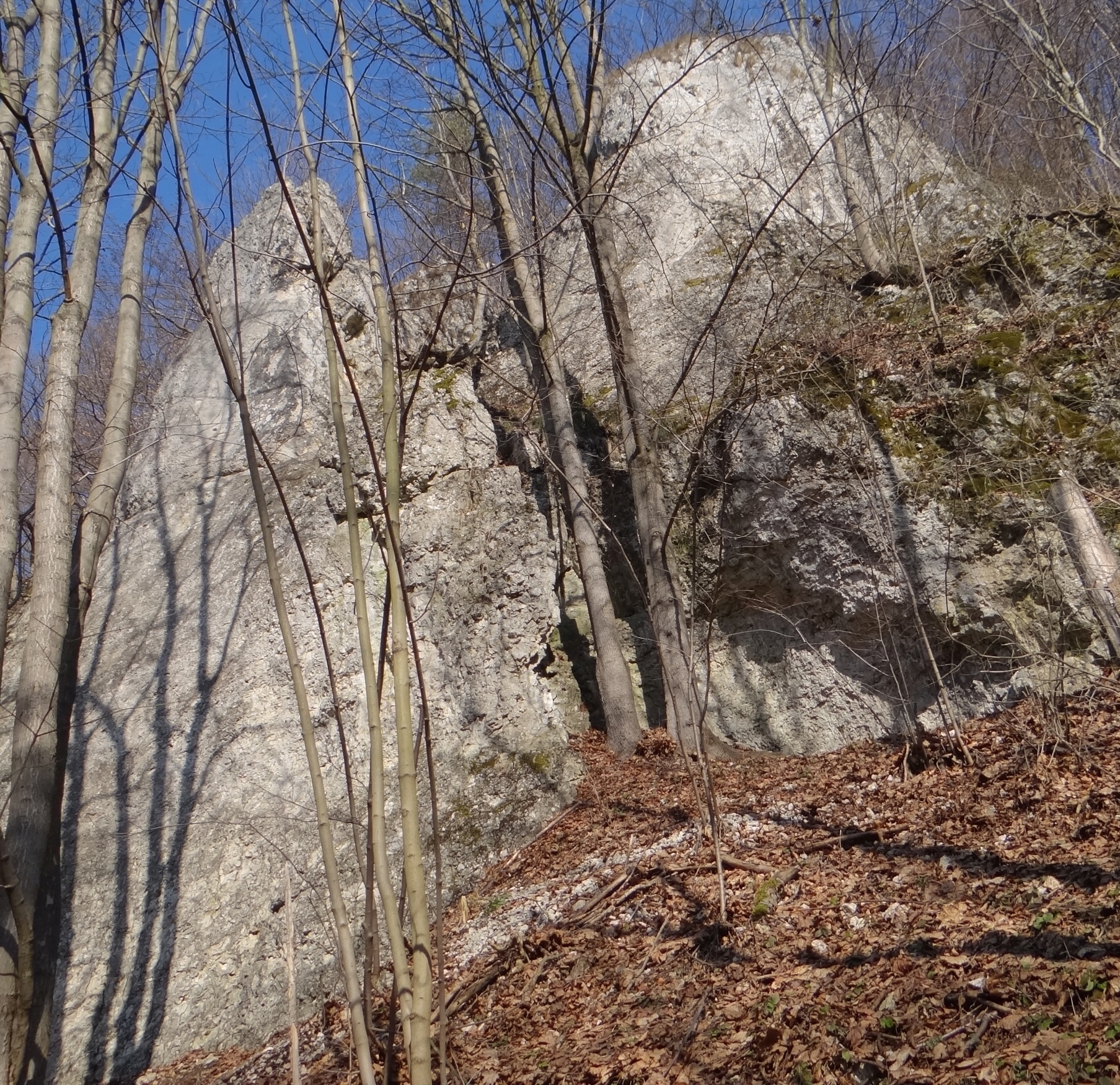
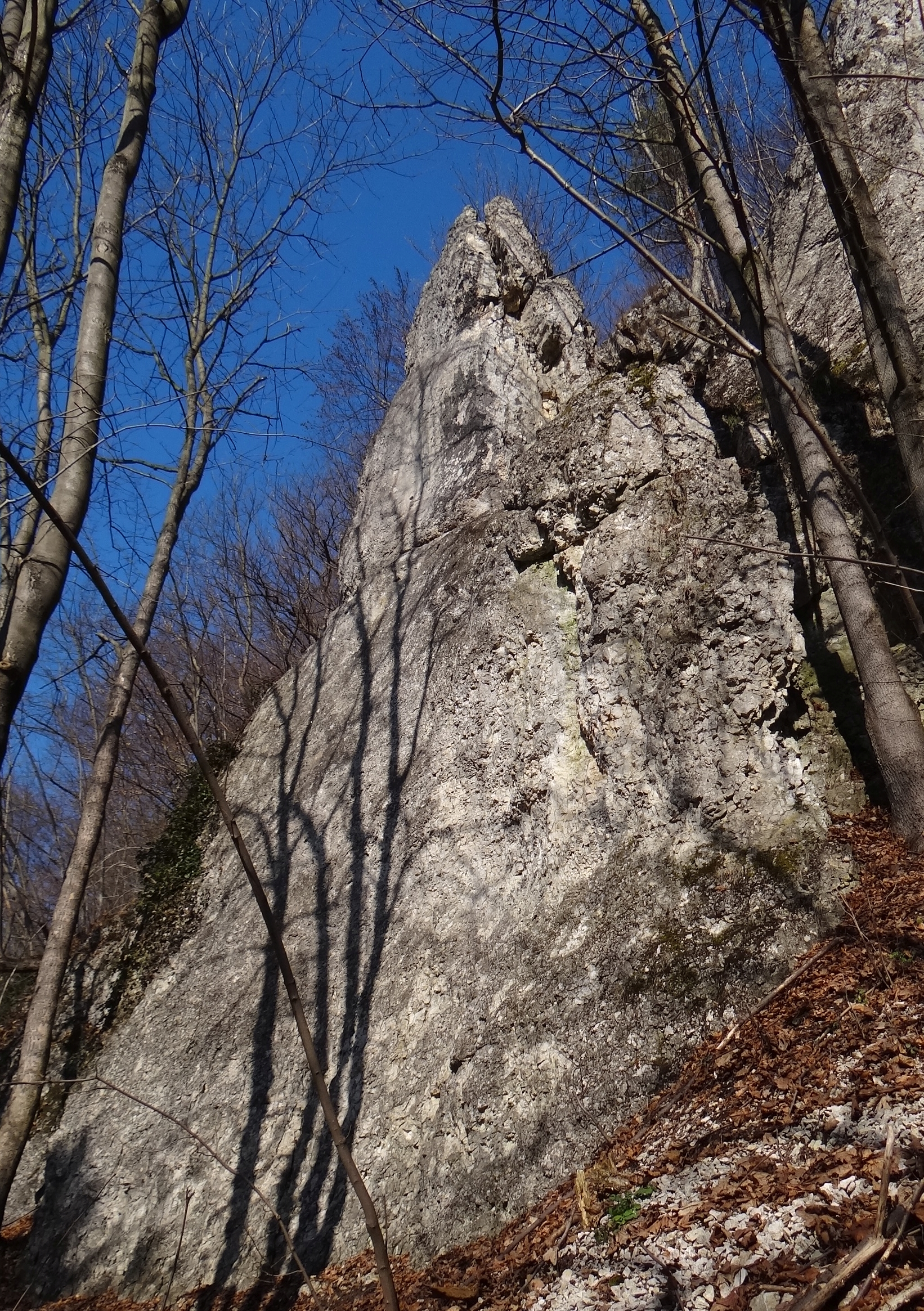

4. Paradoks dziadka; VI.3+/4 ogr., r + st
5. Kombinacja zbójecka; VI.2, 8r + st
6. Mamma mia!; VI.1+/2, 8r + st
7. Off Road; IV+, 9r + st[1].